# حرف قلبي الأوراق
الحُرْف قلبي الأوراق نوع نباتي يتبع جنس الحُرْف من الفصيلة الصليبية.

## الموئل والانتشار
موطنه النصف الغربي للولايات المتحدة ومقاطعة كولومبيا البريطانية في غرب كندا.